# Base Aérea de Kadena
La Base Aérea de Kadena (嘉 手 納 飛行 場, Kadena Hikōjō ) es una base de la Fuerza aérea de los Estados Unidos en ciudades de Kadena y Chanta y la ciudad de Okinawa, en la Prefectura de Okinawa, Japón. A menudo se la conoce como la "piedra angular del Pacífico". La Base Aérea de Kadena es la sede de la Ala 18 de USAF, el Grupo de Operaciones Especiales 353, unidades de reconocimiento, 1.er Regimiento de Artillería de Defensa Aérea y variedad de unidades asociadas. Más de 20.000 militares estadounidenses, familiares y empleados japoneses viven o trabajan a bordo de la Base Aérea de Kadena. Es la base de la Fuerza Aérea de los  Estados Unidos más grande y activa en Asia Oriental.

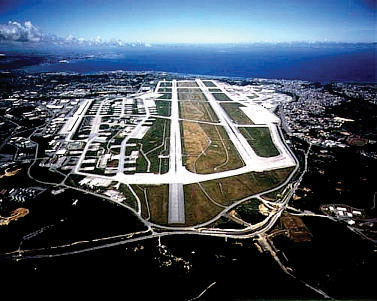
Base Aérea Kadena

## Historia
La historia de la Base Aérea de Kadena se remonta a poco antes de la Batalla de Okinawa en abril de 1945, cuando una empresa de construcción local completó un pequeño aeródromo llamado Yara Hikojo cerca del pueblo de Kadena. El aeródromo, utilizado por el Servicio Aéreo del Ejército Imperial Japonés, fue uno de los primeros objetivos de la Décima División de Infantería del Décimo Ejército de los Estados Unidos.  Estados Unidos se lo arrebató a los japoneses durante la batalla.

### Segunda Guerra Mundial

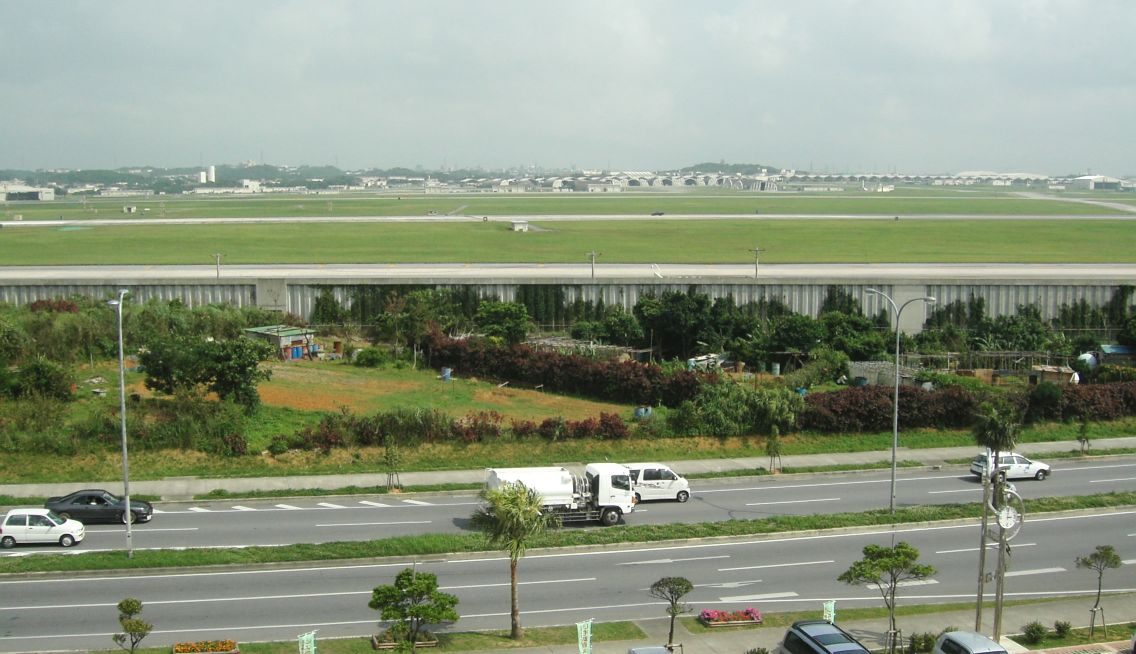
Vista de la Base Aérea de Kadena

Lo que capturaron los estadounidenses fue una franja de 4600 pies (1402,1 m) de pista de coral muy dañada. "El trabajo inicial en Kadena fue realizado por el Batallón de Ingenieros de Aviación de 1901 7ª División de Infantería de EE. UU. Y la Unidad de Mantenimiento del Batallón de Construcción Naval CBMU 624 el 4 de abril", al anochecer del mismo día, la pista podría aceptar aterrizajes de emergencia. Ocho días después, y después de que se agregaron 6 pulgadas (15,2 cm) de coral, el aeródromo fue declarado operativo y puesto en servicio inmediato por aviones de observación de artillería, cuando la pista se volvió operativa el 6 de abril. El 807.º Batallón de Ingeniería Aviación realizó una construcción adicional para mejorar el aeródromo para el uso de aviones de combate y bombarderos de la USAAF con parques de tanques de combustible, una nueva pista bituminosa de 6500 pies (1981,2 m) y una de 7500 pies (2286,0 m) para aviones bombarderos, en agosto.
El aeródromo de Kadena estaba inicialmente bajo el control de la Séptima Fuerza Aérea, sin embargo, el 16 de julio de 1945, el Cuartel General Octava Fuerza Aérea fue trasladado, sin personal, equipo o elementos de combate a la ciudad de Sakugawa, cerca de Kadena desde RAF High Wycombe Inglaterra. Tras la reasignación, su elemento de cuartel general absorbió al personal de mando del XX Bomber Command inactivado. Kadena fue utilizado por el personal de la sede para los requisitos administrativos de vuelo.
Tras su reasignación al Teatro del Pacífico, la Octava Fuerza Aérea fue asignada a las Fuerzas Aéreas Estratégicas del Ejército de Estados Unidos con la misión de entrenar nuevos grupos de bombarderos B-29 Superfortress que llegaban de Estados Unidos para misiones de combate contra Japón. En la planeada Invasión de Japón, la misión de la Octava Fuerza Aérea sería realizar incursiones de bombardeo estratégico desde Okinawa. Sin embargo, los  bombardeos atómicos de Japón llevaron a la rendición japonesa antes de que la Octava Fuerza Aérea entrara en acción en la guerra del Pacífico.
La rendición de las fuerzas japonesas en las Islas Ryukyu se produjo el 7 de septiembre. El general Joseph Stilwell aceptó la rendición en un área que más tarde se convertiría en el área de viviendas de Stearley Heights de Kadena.
Las unidades conocidas de la Segunda Guerra Mundial asignadas a Kadena fueron:
- 319 Grupo de Bombardeo (Ligero) (julio-noviembre de 1945) ( A-26 Invader) 
 Asignado a la Séptima Fuerza Aérea y voló misiones a Japón y China, atacando aeródromos, transporte marítimo, marshalling yardas, centros industriales y otros objetivos.
- 317th Airlift Group (agosto-septiembre de 1945) ( C-46 Commando,  C-47 Skytrain) 
 Asignado a la Séptima Fuerza Aérea de Filipinas. Desplegó aviones a Kadena y voló rutas de mensajería y pasajeros a Japón, Guam, Corea y Filipinas, y transportó carga y personal en la zona.
- 333d Bombardment Group (Muy pesado) (agosto de 1945 - mayo de 1946) (B-29) 
 Asignado a la Octava Fuerza Aérea para la invasión planificada de Japón. Las operaciones terminaron antes de que el grupo pudiera entrar en combate. Durante un tiempo después de la guerra, el grupo transportó prisioneros de guerra aliados desde Japón a Filipinas. Inactivo en mayo de 1946.
- 346.º Grupo de Bombardeo (Muy Pesado) (agosto de 1945 - junio de 1946) (B-29) 
 Asignado a la Octava Fuerza Aérea para la invasión planeada de Japón. Las operaciones terminaron antes de que el grupo pudiera entrar en combate. Después de la guerra, el grupo participó en varias misiones de demostración de fuerza en Japón y durante un tiempo transportó a los prisioneros de guerra aliados de ,Okinawa a Filipinas. Inactivo en junio de 1946.
- Ala 316 de bombardeo (septiembre de 1945 - junio de 1948) 
 Asignado a la Octava Fuerza Aérea para la invasión planificada de Japón. Las operaciones terminaron antes de que el grupo pudiera entrar en combate. Reasignado a  U.S. Fuerzas Aéreas del Lejano Oriente en enero de 1946. Redesignado como 316 ° Ala Compuesta en enero de 1946 y 316 ° Ala de Bombardeo (Muy Pesado) en mayo de 1946. Inactivada en junio de 1948.
- 413th Fighter Group (noviembre de 1945 - octubre de 1946) ( P-47N) 
 Asignado a la Octava Fuerza Aérea y sirvió como parte de la fuerza de ocupación y defensa aérea para las islas Ryukyu después de la guerra. Inactivo en octubre de 1946.

El 7 de junio de 1946, el Cuartel General de la Octava Fuerza Aérea se trasladó sin personal ni equipo a  MacDill AAF, Florida. Fue reemplazado por la Primera División Aérea (1.ª División Aeroespacial Estratégica) que dirigió el reconocimiento de cazas y organizaciones de bombarderos y proporcionó defensa aérea para las Islas Ryukyu hasta diciembre de 1948.
La Vigésima Fuerza Aérea se convirtió en la organización de mando y control de Kadena el 16 de mayo de 1949.

### Años de posguerra y la guerra de Corea
La guerra de Corea enfatizó la necesidad de mantener una presencia naval en Okinawa. El 15 de febrero de 1951, se activó la Instalación Naval de los EE. UU., Naha, y luego se puso en servicio el 18 de abril. Commander Fleet Activities, Ryukyus fue comisionado el 8 de marzo de 1957. El 15 de mayo de 1972, tras la reversión de Okinawa a la administración japonesa, las dos organizaciones se combinaron para formar Commander Fleet Activities, Okinawa. Con las reubicaciones de Commander Fleet Activities, Okinawa a la Base Aérea de Kadena el 7 de mayo de 1975, el título pasó a ser Commander Fleet Activities, Okinawa / US Naval Air Facility, Kadena.
La Vigésima Fuerza Aérea se desactivó en marzo de 1955. La Quinta Fuerza Aérea se convirtió en la organización de mando y control de Kadena. Las principales unidades de la USAAF / USAF de posguerra conocidas asignadas a Kadena han sido:
- 6th Bombardment Group (Very Heavy) (junio de 1947 - octubre de 1948) (B-29) 
 Participó en vuelos de demostración de fuerza sobre Japón y dejó caer alimentos y otros suministros de ayuda a prisioneros de guerra aliados recién liberados. Inactivo octubre de 1948.
- 71st Tactical Reconnaissance Wing 1948 (agosto de 1948 - octubre de 1948) ( F-5,  F-6 , RF-51,  RF-61) 
 Equipado con aviones de reconocimiento, voló en misiones de fotografía aérea sobre Japón y Corea del Sur. Inactivado en octubre de 1948. El 71.er Grupo de la Base Aérea proporcionó apoyo a las unidades de acogida de las organizaciones asignadas a Kadena.
- 32.º Composite Wing (agosto de 1948 - abril de 1949) ( RB / SB-17G, C-46, RB / SB-29) 
 Reemplazo del ala 71 de reconocimiento táctico. Se brindó reconocimiento fotográfico y apoyo de búsqueda y rescate. El Grupo de Base Aérea 32d brindó apoyo a la unidad anfitriona base para las organizaciones asignadas a Kadena.
- 6332d Air Base Group (abril de 1949 - enero de 1950) (redesignada 6332d Air Base Wing (enero de 1950 - mayo de 1955), 6313th Air Base Wing (octubre de 1957 - diciembre de 1964) 
 Proporcionó apoyo de la unidad base anfitriona para las organizaciones asignadas a Kadena.
- 19th Bombardment Group (Medium) (julio de 1950 – mayo de 1954) (B-29)
Implementado desde Andersen AFB, Guam. Voló misiones de combate sobre Corea. Reasignado en mayo de 1954 a Pinecastle AFB, Florida.
- 22d Bombardment Group (Medium) (julio de 1950 – octubre de 1950) (B-29)
Implementado desde March AFB, California. Voló misiones de combate sobre Corea.
- 307th Bombardment Group (Medium) (septiembre de 1950 - febrero de 1951) (B-29) 
 Desplegado desde MacDill AFB Florida para participar en operaciones de combate durante la guerra de Corea. Mientras estaba en Okinawa, el 307.º recibió la Mención de unidad presidencial de la República de Corea por sus ataques aéreos contra las fuerzas enemigas en Corea. También fue galardonado con la Cita de Unidad Distinguida y varios streamers de campaña. El 307.º BG regresó del despliegue durante febrero de 1951, sin embargo, elementos del grupo permanecieron desplegados en Okinawa de forma semipermanente hasta 1954.
- 581st Air Resupply Group (septiembre de 1953 - septiembre de 1956) (B-29) 
 reasignado de la inactivación 581st Air Reaprovisioning and Communications Wing en Clark AB, Filipinas. Realización de operaciones psicológicas de guerra no convencional y contrainsurgencia. Inactivada y misión transferida a la Marina de los EE. UU.

Al final de la presidencia de  Eisenhower, se desplegaron alrededor de 1.700 armas nucleares en la costa del Pacífico, 800 de las cuales estaban en la Base Aérea de Kadena.

### Ala 18
El 1 de noviembre de 1954, la 18a Ala de caza-bombardero llegó de Base aérea de Osan, Corea del Sur. Bajo designaciones cambiantes, el ala ha sido la principal fuerza de vuelo de la USAF en Kadena durante más de 50 años. El ala ha mantenido aviones asignados, tripulaciones y personal de apoyo listos para responder a las órdenes de la Quinta Fuerza Aérea y las Fuerzas Aéreas del Pacífico. El ala inicialmente volaba tres escuadrones de North American F-86 Sabre: el  12th,  44th y 67th Fighter Squadron s. El ala realizó salidas de combate táctico desde Okinawa e hizo frecuentes despliegues a Corea del Sur, Japón, Formosa y las Filipinas. En 1957, el ala se actualizó a la  F-100 Super Sabre y la designación se cambió a la 18.ª Ala de Combate Táctico. En 1960, se añadió una misión de reconocimiento táctico al ala con la llegada del McDonnell F-101 Voodoo y el 15.º Escuadrón de Reconocimiento Táctico.

#### Era de la guerra de Vietnam
A partir de 1961, el 18.º TFW enviaba sus escuadrones tácticos con frecuencia a Vietnam del Sur y Tailandia, inicialmente con sus aviones de reconocimiento RF-101, y comenzando en 1964 con sus fuerzas de combate tácticas apoyando las misiones de combate de la USAF en la guerra de Vietnam. : 257  En 1963, el  F-105 Thunderchief reemplazó a los Super Sabres. Durante los despliegues de Asignación temporal de tareas (TDY) en el sudeste asiático, el 12.º TFS perdió cuatro aviones, el 44.º TFS perdió un F-105D y el 67.º TFS perdió nueve aviones, incluidos tres el primer día de  Operación Rolling Thunder. Los despliegues al sudeste asiático continuaron hasta el final de la participación de Estados Unidos en el conflicto.
El  RF-4C Phantom II reemplazó al RF-101 en el papel de reconocimiento en 1967. Se agregó una capacidad de guerra electrónica al ala a finales de 1968 con el accesorio del 19th Escuadrón de Guerra Electrónica Táctica de Shaw AFB Carolina del Sur volando el Destructor EB-66. Los B-66 permanecieron hasta 1970, volando a diario sobre los cielos del sudeste asiático.
Durante la crisis de Pueblo de 1968 (USS Pueblo (AGER-2), el 18 se desplegó entre enero y junio en Osan AB, Corea del Sur, tras la incautación del buque por parte de Corea del Norte. Desde entonces, se han realizado despliegues frecuentes en Corea del Sur para mantener la misión de alerta de defensa aérea allí.
En 1972, se asignó el 1.er Escuadrón de Operaciones Especiales, trayendo su avión especializado  C / MC-130 Hércules al ala. El escuadrón fue reasignado en 1978. La misión de reconocimiento terminó en 1989 con el retiro de los RF-4C y la inactivación del 15.º TRS.

#### Después de Vietnam
El F / RF-4C Phantom II reemplazó a los F-105 en 1971, y en 1979 se hizo una actualización adicional al  F-15 Eagle.
El 6 de noviembre de 1972, la [18 Ala de Caza Táctico]] envió aviones de combate McDonnell Douglas  F-4C / D Phantom II del 44 ° Escuadrón de Cazas Tácticos y el 67.º Escuadrón de Cazas Tácticos a la Base Aérea Ching Chuan Kang, Taiwán hasta el 31 de mayo de 1975. Ayudar a la defensa aérea de Taiwán contra las amenazas de China.
La designación del ala cambió el 1 de octubre de 1991 a Ala 18 con la implementación del concepto Objective Wing. Con el ala objetivo, la misión del 18 se expandió al concepto Composite Air Wing de múltiples misiones de ala diferentes con diferentes aviones. La misión del 18 se amplió para incluir el reabastecimiento aéreo con aviones cisterna  KC-135 Stratotanker; y vigilancia, advertencia, comando y control  E-3 Sentry, y comunicaciones. Se agregó la misión de transporte aéreo en junio de 1992 con el  C-12 Hurón, que transporta personal de misión crítica, carga de alta prioridad y visitantes distinguidos. En febrero de 1993, el Ala 18 asumió la responsabilidad de coordinar las operaciones de rescate en el Pacífico Occidental y el Océano Índico.

#### Llegada de la unidad Patriot
En noviembre de 2006, el 1.er Batallón del Ejército de los EE. UU., 1.er Regimiento de Artillería de Defensa Aérea, una unidad  Patriot PAC-III, desplegada en Kadena desde Fort Bliss Texas. Están asignados al 94.º Comando de Defensa Aérea y de Misiles del Ejército (Estados Unidos), USPACOM, fueron asignados a la 31.ª Brigada de la ADA en Fort Bliss. La medida fue parte de la BRAC consolidación de las bases del ejército de los EE. UU. Y los acuerdos de seguridad entre los EE. UU. Y Japón. La misión del batallón es defender la base contra misiles balísticos tácticos de Corea del Norte. El despliegue fue controvertido en Okinawa y fue recibido con protestas.